# Vancouver Sun
Vancouver Sun – kanadyjski dziennik. Jego pierwszy numer ukazał się 12 lutego 1912.
Wydawcą czasopisma jest Pacific Newspaper Group (dywizja firmy Postmedia Network).